# Mino Cyclecar Company
Mino Cyclecar Company war ein US-amerikanischer Hersteller von Automobilen. Eine andere Quelle gibt die Firmierung New Orleans Cyclecar Company an.

## Unternehmensgeschichte
W. S. Campbell, I. T. Rhea und Julius C. Weiner gründeten Anfang 1914 das Unternehmen. Der Sitz war in New Orleans in Louisiana. Sie begannen mit der Produktion von Automobilen. Der Markenname lautete Mino, obwohl anfangs der Name New Orleans geplant war. Im gleichen Jahr endete die Produktion.

## Fahrzeuge
Im Angebot stand vermutlich nur ein Modell, zu dem es unterschiedliche Angaben gibt. Es wurde zwar als Cyclecar bezeichnet, allerdings bleibt unklar, ob es die Kriterien erfüllte. Eine Quelle nennt einen luftgekühlten Zweizylindermotor. Eine zweite Quelle bestätigt das und präzisiert auf V2-Motor. Eine dritte Quelle nennt einen Vierzylindermotor mit 63,5 mm Bohrung, 101,6 mm Hub, 1287 cm³ Hubraum und 10 PS Leistung. Die Kraftübertragung erfolgte über ein Zweigang-Planetengetriebe und Riemen. Das Fahrgestell hatte 244 cm Radstand und 107 cm Spurweite. Das Leergewicht betrug etwa 204 kg. Eine Quelle gibt an, dass es ein Einsitzer war. Der lange Radstand spricht dagegen. Eine andere Quelle meint, dass das Fahrzeug zwei Sitze hintereinander hatte.
Als Neupreis war ursprünglich 375 US-Dollar geplant. In der Serienausführung kostete das Fahrzeug 465 Dollar.